# الصلبة (الملاح)

تعديل مصدري - تعديل

الصلبة هي إحدى قرى عزلة الملاح بمديرية الملاح التابعة لمحافظة لحج، بلغ تعداد سكانها 52 نسمة حسب تعداد اليمن لعام 2004.